# برنامج إنتاجية

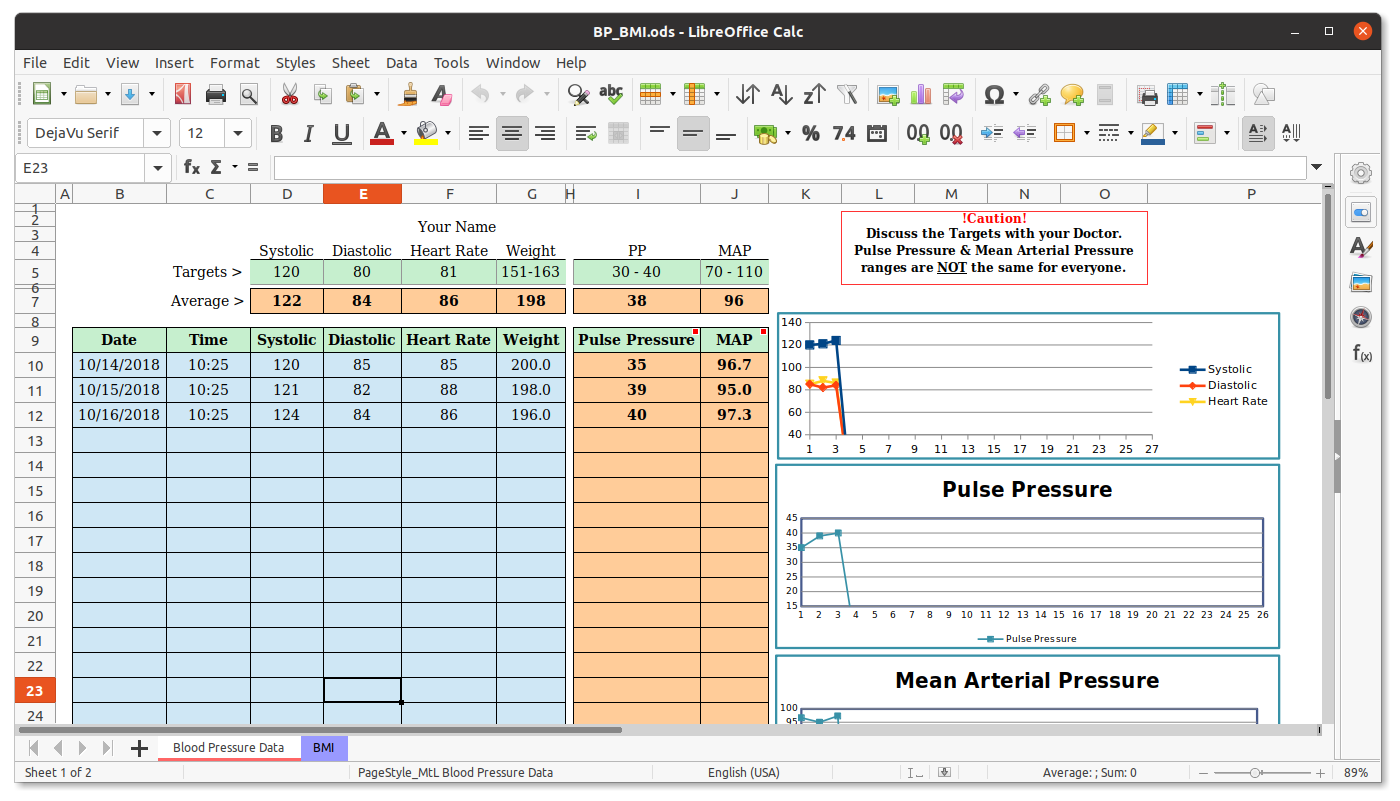
برنامج جداول لتسريع وتسهل عمل العمليات الحسابية

برامج الإنتاجية (وتسمى أيضًا برامج الإنتاجية الشخصية أو برامج الإنتاجية المكتبية) هي برامج تطبيقية تستخدم لإنتاج المعلومات (مثل المستندات والعروض التقديمية وأوراق العمل وقواعد البيانات والمخططات والرسوم البيانية واللوحات الرقمية والموسيقى الإلكترونية والفيديو الرقمي). نشأت من حقيقة أنها تزيد الإنتاجية، خاصةً العاملين في المكاتب الفردية، من مدخلي البيانات إلى العاملين في مجال المعرفة، على الرغم من أن نطاقها الآن أوسع من ذلك. تعد مجموعات أوفيس، التي جلبت برامج معالجة الكلمات وجداول البيانات وقواعد البيانات العلائقية إلى سطح المكتب في الثمانينيات، المثال الأساسي لبرامج الإنتاجية. لقد أحدثوا ثورة في المكتب بحجم الزيادة في الإنتاجية التي جلبوها مقارنة ببيئات المكاتب التي كانت موجودة قبل الثمانينيات من الآلات الكاتبة، وحفظ الملفات الورقية، والقوائم المكتوبة بخط اليد ودفاتر الأستاذ. في الولايات المتحدة، تتطلب الآن حوالي 78٪ من المهن «ذات المهارات المتوسطة» (تلك التي تتطلب أكثر من شهادة الدراسة الثانوية ولكن أقل من درجة البكالوريوس) استخدام برامج إنتاجية. في عام 2010، أصبحت برامج الإنتاجية أكثر استهلاكًا مما كانت عليه بالفعل، حيث أصبحت الحوسبة أكثر اندماجًا في الحياة الشخصية اليومية.

## تفاصيل
تعمل برامج الإنتاجية بشكل تقليدي مباشرة على الكمبيوتر. على سبيل المثال، نموذج كومودور بلس/4 للكمبيوتر الموجود في ذاكرة القراءة فقط لتطبيقات برامج الإنتاجية. تعد برامج الإنتاجية أحد أسباب استخدام الأشخاص لأجهزة الكمبيوتر الشخصية.

## أوفيس سويت
أوفيس سويت عبارة عن حزمة من البرامج الإنتاجية (مجموعة برامج) مخصصة لاستخدام العاملين في المكاتب. يتم توزيع المكونات معًا بشكل عام، ولها واجهة مستخدم متسقة ويمكن أن تتفاعل عادةً مع بعضها البعض، أحيانًا بطرق لا يسمح بها نظام التشغيل عادةً.
كانت أول مجموعة مكتبية لأجهزة الكمبيوتر الشخصية هي ستار بوست في أوائل الثمانينيات، وتتألف من معالج الكلمات وورد ستار وجدول بيانات كالك ستار وبرنامج قاعدة بيانات داتا ستار. ظهرت البرامج الأخرى في ثمانينيات القرن الماضي، وسيطرت مايكروسوفت أوفيس على السوق في التسعينيات، وهو المركز الذي لا تزال تحتفظ به اعتبارًا من عام 2020.

## وصلات خارجية
- الموقع الرسمي على مشروع الدليل المفتوح